# Джабала, Фейсал
Фейсал (Файсал) Джабала (род. 1 мая 1988, Нефта, Таузар) — тунисский дзюдоист, чемпион и призёр чемпионатов Туниса, Африки и Африканских игр, призёр чемпионата мира, участник двух Олимпиад.

## Карьера
Выступал в тяжёлой (свыше 100 кг) и абсолютной весовых категориях. 9-кратный чемпион, трижды серебряный и трижды бронзовый призёр чемпионатов Африки. Дважды чемпион и один раз бронзовый призёр Африканских игр.
На летних Олимпийских играх 2012 года в Лондоне сначала победил казаха Ержана Шынкеева, но уступил представителю Франции Тедди Ринеру и выбыл из дальнейшей борьбы.
На следующей Олимпиаде в Рио-де-Жанейро в первой же схватке уступил венгру Барне Бору и остался без наград Олимпиады.